# Обыкновенные тюлени
Обыкновенные тюлени (лат. Phoca) — род семейства настоящих тюленей.
Выделяют два вида:
- Ларга (пятнистый тюлень) (Phoca largha)
- Обыкновенный тюлень (Phoca vitulina)

Два подвида обыкновенного тюленя (европейский подвид P. v. vitulina  и курильский подвид (или тюлень Стейнегера) P. v. stejnegeri) сейчас находятся в Красной Книге Российской Федерации.